# Yuan Muzhi

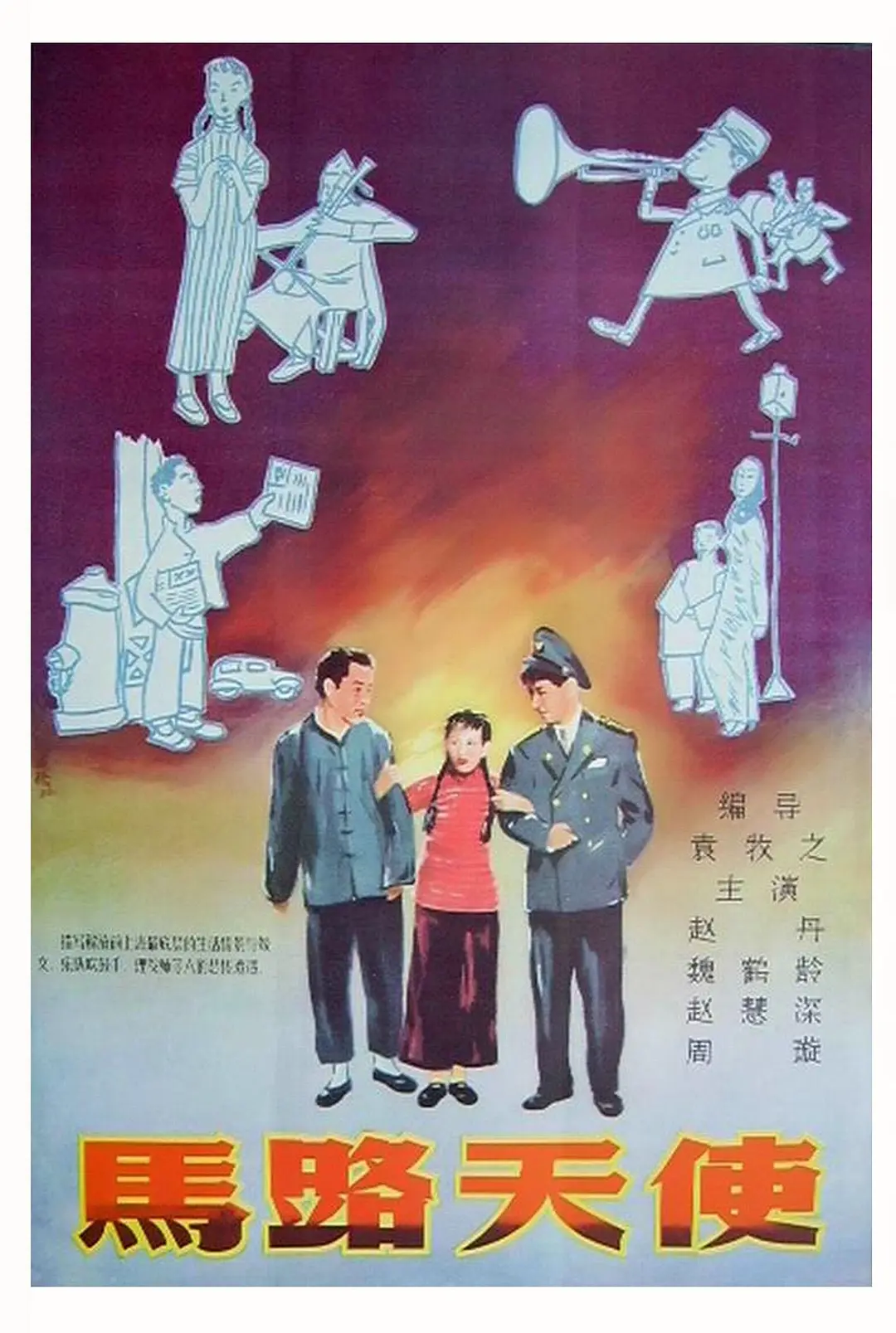
Cartell pel·lícula Street Angel del 1937

Yuan Muzhi (xinès simplificat: 袁牧之, pinyin: Yuán Mùzhī; Ningbo, 1909 - Pequín, 1978) fou un dramaturg, actor, productor i director de cinema. Se'l considera un dels representants més brillants del que es coneix com la "segona generació" del cinema de la Xina.

## Biografia
Yuan Muzhi, de nom real Yuan Jialai (袁家莱), va néixer el 3 de març de 1909 a Ningbo, província de Zhejiang a la Xina.

#### Actor de cine i teatre
Als tretze anys, el van enviar a l'escola secundària a Xangai, i l'any següent, entra en una societat teatral, la Xinyou Society (辛酉剧社), que havia estat creada el 1924 per desenvolupar i donar a conèixer el teatre parlat, començant per obres de repertori estranger, rus i japonès en particular. Durant els seus anys universitaris, va interpretar el paper principal en una adaptació escènica xinesa de l'òncle Vanya de Txékhov.
De jove es va interessar especialment pel anomenat 'teatre civilitzat' o wénmíngxì (文明戏), terme extret d'una antiga forma de teatre parlat per designar el teatre parlat modern, influenciat pel teatre occidental, que s'estava desenvolupant aleshores. en els cercles d'intel·lectuals que havien tornat del Japó.
Yuan Muzhi es va fer famós a la dècada de 1930. Per la seva capacitat d'interpretar tot tipus de papers, va rebre el sobrenom d'"actor de mil cares" ("舞台千面人").
El 1934 va participar com actor en la primera pel·lícula parlada, amb un procés sonor totalment xinès: "The Misfortunes of Youth" (桃李劫), dirigida per Ying Yunwei (应云卫), on Yuan interpretà el paper d'un jove perdut per la seva inflexible honestedat, on també hi participà la seva dona, l'actriu Chen Bo'er (陈波儿).
El 1935, va ser un dels dos actors principals de la pel·lícula "Children of Troubled Times" (风云儿女), de Xu Xingzhi, adaptació d'una obra de teatre de Tian Han (田汉). La pel·lícula és especialment famosa per la cançó interpretada per Yuan Muzhi, amb Gu Menghe (顾梦鹤): "Marxa dels voluntaris" (义勇军进行曲), la melodia de la qual es repeteix com a leitmotiv al llarg de la pel·lícula, i que s'ha convertit en l'himne nacional xinès. La lletra era del mateix Tian Han i la música del compositor Nie Er (聂耳).
El1936, després que Diantong va desaparèixer, es va unir als estudis Mingxing on va actuar en una altra pel·lícula de Ying Yunwei, "To Life and Death" (生惻吋), en la qual va fer un doble paper: un jove revolucionari que aconsegueix fugir de la presó on està tancat, i un jove xinès d'ultramar que, assemblant-se a ell, és detingut en el seu lloc.

#### Director
L'any 1934, es va incorporar a l'estudi Diantong (電通影片公司), creat el 1933 per quatre enginyers de so formats als Estats Units per desenvolupar l'equip necessari pel cine sonor a la Xina. També va ser un estudi reconegut pels seus vincles amb la Lliga de Dramaturgs Esquerrans. Les quatre pel·lícules produïdes durant els dos anys de la seva existència van ser exemples perfectes del cinema d'esquerres de l’època.
El seu debut com a director va estar immediatament marcat per la innovació. Com el cinema nord-americà de finals dels anys vint i principis dels trenta, en els nous films sonors xinesos, la música i va tenir un paper destacat.
Va ser l'any 1935 quan Yuan va començar a diirigir, al final d'una època que es coneix com l'"edat d'or del cinema xinès", que també és la del cinema de Xangai, abans que la ciutat caigués en mans dels japonesos. Un cop proclamada la República Popular de la Xina, se li encarrega la direcció del Film Bureau12, un organisme encarregat de centralitzar tota l'activitat cinematogràfica del país, amb seu a Pequín.
La seva opera prima va ser Scenes of City Lights (都市风光) film en què actuà en un paper secundari una jove actriu, Li Shumeng, amb nom artístic Lan Ping, futura quarta esposa de Mao Zedong, que es canviarà el nom per Jiang Qing (江青). La pel·lícula s'ha comparat amb "Sous les toits de Paris" de René Clair.
Yuan no només va aconseguir la transició del cinema mut al cinema parlant, sinó que va fer una altra transició igualment important: la de les pel·lícules d'entreteniment a les pel·lícules arrelades en la realitat social del seu temps.
Quan la productora Diantong va fer fallida, Yuan, com la resta de la companyia, van entrar a la productora Mingxing, on el 1937 hi va dirigir la seva segona pel·lícula, "Street Angel" (马路天使) (Malu Tianshi), tragicomèdia sobre els baixos fons que suposarà la popularitat immediata dels seus dos intèrprets principals, Zhao Dan (赵丹) i Zhou Xuan (苏璞).
Durant la segona guerra sino-japonesa, Yuan i la seva dona Chen Bo’er, es van traslladar a Yan’an, on va participar en els intents de crear una productora, la Yan'an Dianying Zhipianchang, i va començar a rodar "Yan'an and the Eighth Route Army" un documental èpic realitzat amb pocs mitjans, que mai arribaria a veure la llum.
Després d'afiliar-se al Partit Comunista Xinès, el 1940, és enviat a Moscou, perquè aprengui noves tècniques de producció de cinema de la indústria soviètica i adaptar-les a la realitat xinesa. Allà va conèixer a Serguei Eisenstein amb qui rodà una pel·lícula.
No tornarà a la Xina fins al 1945 i l'any següent és enviat a Changchun, on les tropes comunistes havien requisat l'antiga productora japonesa Man’ei10. Allà, juntament amb Chen Bo’er, ajuda a establir la primera productora estatal comunista, que tindrà una importància clau en la producció del cinema de la nova República Popular, la Northeast Film Studio (东北电影制片厂). Allà va produir la primera pel·lícula "The Bridge" (桥), dirigida per Wang Bin (王滨) estrenada el 1949. La pel·lícula va comptar amb la col·laboració d'una part del personal japonès que es va quedar a la Xina.
El 1949, va organitzar l'Oficina Central de Control de Cinema (中央电影事业管理局) i en va ser director, càrrec que va mantenir després de la fundació de la República. A principis de 1950, va passar a ser viceministre de Cultura.
Va morir a Pequín el 30 de gener de 1978.

#### Actor
| Any  | Títol xinès | Títol anglès                          | Paper     |
| ---- | ----------- | ------------------------------------- | --------- |
| 1934 | 桃李劫      | Plunder of Peach and Plum             | Tao       |
| 1935 | 風雲兒女    | Sons and Daughters in a Time of Storm | Xin Baihe |
| 1935 | 都市風光    | Scenes of City Life                   |           |
| 1936 | 生死同心    | Unchanged Heart in Life and Death     |           |
| 1938 | 八百壯士    | The Eight Hundred Heroes              |           |

#### Director
| Any  | Títol xinès | Títol anglès        |
| ---- | ----------- | ------------------- |
| 1935 | 都市風光    | Scenes of City Life |
| 1937 | 馬路天使    | Street Angel        |